# علي أباد (عليا أردستان)
علي أباد (بالإنجليزية: Aliabad, Olya)‏ هي منطقة سكنية تقع في إيران في أصفهان. يقدر عدد سكانها بـ 42 نسمة .